# Communauté de communes du Pays de Marmoutier
La communauté de communes du Pays de Marmoutier est une ancienne communauté de communes française, située dans le département du Bas-Rhin et la région Alsace. Elle a fusionné au 1er janvier 2013 avec la communauté de communes de la Sommerau pour former la communauté de communes du Pays de Marmoutier-Sommerau.

## Historique
La communauté de communes du pays de Marmoutier a été créée le 13 décembre 1999 et fait suite à un District (1984), lui-même issu du SIVOM de Marmoutier créé en 1978.

## Composition
Son territoire regroupait 7 communes :
- Dimbsthal
- Hengwiller
- Lochwiller
- Marmoutier
- Reutenbourg
- Schwenheim
- Singrist

## Administration
La communauté de communes du Pays de Marmoutier avait son siège à Marmoutier. 
Présidents :
- ? - 2008 : Alain Koehler, à l'époque adjoint au maire de Schwenheim, actuellement maire de Schwenheim.
- 2008 - 2013 : Jean-Claude Weil, maire de Marmoutier.